# Elezioni comunali in Liguria del 2012
Le elezioni comunali in Liguria del 2012 si tennero il 6 e 7 maggio (con ballottaggio il 20 e 21 maggio).

## Provincia di Genova

### Genova
| Candidati                        | Candidati              | II turno             | II turno            | I turno | I turno | Liste                            | Voti    | %     | Seggi |
| Candidati                        | Candidati              | Voti                 | %                   | Voti    | %       | Liste                            | Voti    | %     | Seggi |
| -------------------------------- | ---------------------- | -------------------- | ------------------- | ------- | ------- | -------------------------------- | ------- | ----- | ----- |
|                                  | Marco Doria ✔️ Sindaco | 114 245              | 59,71               | 127 477 | 48,31   | Partito Democratico              | 55 137  | 23,89 | 12    |
| Lista Marco Doria                | Marco Doria ✔️ Sindaco | 114 245              | 59,71               | 127 477 | 48,31   | 26 784                           | 11,60   | 6     |       |
| Italia dei Valori                | Marco Doria ✔️ Sindaco | 114 245              | 59,71               | 127 477 | 48,31   | 13 730                           | 5,95    | 3     |       |
| Sinistra Ecologia Libertà        | Marco Doria ✔️ Sindaco | 114 245              | 59,71               | 127 477 | 48,31   | 11 606                           | 5,03    | 2     |       |
| Federazione della Sinistra       | Marco Doria ✔️ Sindaco | 114 245              | 59,71               | 127 477 | 48,31   | 5 274                            | 2,28    | 1     |       |
| Partito Socialista Italiano      | Marco Doria ✔️ Sindaco | 114 245              | 59,71               | 127 477 | 48,31   | 1 962                            | 0,85    | –     |       |
| Consumatori e Pensionati         | Marco Doria ✔️ Sindaco | 114 245              | 59,71               | 127 477 | 48,31   | 1 439                            | 0,62    | –     |       |
| Liguria Viva                     | Marco Doria ✔️ Sindaco | 114 245              | 59,71               | 127 477 | 48,31   | 1 322                            | 0,57    | –     |       |
|                                  | Enrico Musso           | 77 084               | 40,29               | 39 589  | 15,00   | Enrico Musso Sindaco             | 28 818  | 12,49 | 4     |
| Seggio di coalizione             | Seggio di coalizione   | Seggio di coalizione | 40,29               | 39 589  | 15,00   | 1                                |         |       |       |
|                                  | Paolo Putti            | Paolo Putti          | Paolo Putti         | 36 579  | 13,86   | Movimento 5 Stelle               | 32 516  | 14,09 | 4     |
| Seggio di coalizione             | Seggio di coalizione   | Seggio di coalizione | Paolo Putti         | 36 579  | 13,86   | 1                                |         |       |       |
|                                  | Pierluigi Vinai        | Pierluigi Vinai      | Pierluigi Vinai     | 33 468  | 12,68   | Il Popolo della Libertà          | 21 251  | 9,21  | 4     |
| Democrazia Cristiana             | Pierluigi Vinai        | Pierluigi Vinai      | Pierluigi Vinai     | 33 468  | 12,68   | 4 080                            | 1,77    | –     |       |
| Liguria Moderata                 | Pierluigi Vinai        | Pierluigi Vinai      | Pierluigi Vinai     | 33 468  | 12,68   | 2 937                            | 1,27    | –     |       |
| Città Nuove                      | Pierluigi Vinai        | Pierluigi Vinai      | Pierluigi Vinai     | 33 468  | 12,68   | 1 638                            | 0,71    | –     |       |
| Seggio di coalizione             | Seggio di coalizione   | Seggio di coalizione | Pierluigi Vinai     | 33 468  | 12,68   | 1                                |         |       |       |
|                                  | Edoardo Rixi           | Edoardo Rixi         | Edoardo Rixi        | 12 409  | 4,70    | Lega Nord                        | 8 777   | 3,80  | –     |
| La Nostra Genova                 | Edoardo Rixi           | Edoardo Rixi         | Edoardo Rixi        | 12 409  | 4,70    | 1 265                            | 0,55    | –     |       |
| Seggio di coalizione             | Seggio di coalizione   | Seggio di coalizione | Edoardo Rixi        | 12 409  | 4,70    | 1                                |         |       |       |
|                                  | Simonetta Saveri       | Simonetta Saveri     | Simonetta Saveri    | 3 257   | 1,23    | Primavera Politica               | 2 884   | 1,25  | –     |
|                                  | Giuseppe Viscardi      | Giuseppe Viscardi    | Giuseppe Viscardi   | 2 462   | 0,93    | Gente Comune                     | 1 598   | 0,69  | –     |
| Movimento Indipendentista Ligure | Giuseppe Viscardi      | Giuseppe Viscardi    | Giuseppe Viscardi   | 2 462   | 0,93    | 555                              | 0,24    | –     |       |
|                                  | Isabella De Martini    | Isabella De Martini  | Isabella De Martini | 2 119   | 0,80    | La Destra                        | 1 880   | 0,81  | –     |
|                                  | Orlando Portento       | Orlando Portento     | Orlando Portento    | 1 728   | 0,65    | Orlando Portento Sindaco         | 1 317   | 0,57  | –     |
|                                  | Armando Siri           | Armando Siri         | Armando Siri        | 1 647   | 0,62    | Partito Italia Nuova             | 1 268   | 0,55  | –     |
|                                  | Roberto Delogu         | Roberto Delogu       | Roberto Delogu      | 1 536   | 0,58    | Partito Comunista                | 1 412   | 0,61  | –     |
|                                  | Giuliana Sanguineti    | Giuliana Sanguineti  | Giuliana Sanguineti | 951     | 0,36    | Partito Comunista dei Lavoratori | 821     | 0,36  | –     |
|                                  | Kaabour Si Mohamed     | Kaabour Si Mohamed   | Kaabour Si Mohamed  | 627     | 0,24    | Fratelli e Fratellastri          | 539     | 0,23  | –     |
| Totale                           | Totale                 | 191 329              | 100                 | 263 849 | 100     |                                  | 230 810 | 100   | 40    |
|                                  |                        |                      |                     |         |         |                                  |         |       |       |
| Fonte: Ministero dell'interno    |                        |                      |                     |         |         |                                  |         |       |       |

### Chiavari
| Candidati                     | Candidati                  | II turno             | II turno            | I turno | I turno | Liste                    | Voti   | %     | Seggi |
| Candidati                     | Candidati                  | Voti                 | %                   | Voti    | %       | Liste                    | Voti   | %     | Seggi |
| ----------------------------- | -------------------------- | -------------------- | ------------------- | ------- | ------- | ------------------------ | ------ | ----- | ----- |
|                               | Roberto Levaggi ✔️ Sindaco | 5 911                | 50,07               | 4 179   | 27,77   | Il Popolo della Libertà  | 2 324  | 19,14 | 6     |
| Chiavari nel Cuore            | Roberto Levaggi ✔️ Sindaco | 5 911                | 50,07               | 4 179   | 27,77   | 1 142                    | 9,40   | 3     |       |
| Chiavari Domani               | Roberto Levaggi ✔️ Sindaco | 5 911                | 50,07               | 4 179   | 27,77   | 521                      | 4,29   | 1     |       |
|                               | Vittorio Agostino          | 5 894                | 49,93               | 4 996   | 33,20   | Chiavari Avanti Così     | 1 960  | 16,14 | 1     |
| Uomini e Città                | Vittorio Agostino          | 5 894                | 49,93               | 4 996   | 33,20   | 1 434                    | 11,81  | 1     |       |
| Seggio di coalizione          | Seggio di coalizione       | Seggio di coalizione | 49,93               | 4 996   | 33,20   | 1                        |        |       |       |
|                               | Giorgio Viarengo           | Giorgio Viarengo     | Giorgio Viarengo    | 3 518   | 23,38   | Partito Democratico      | 1 491  | 12,28 | 1     |
| Progetto Chiavari             | Giorgio Viarengo           | Giorgio Viarengo     | Giorgio Viarengo    | 3 518   | 23,38   | 745                      | 6,14   | –     |       |
| La Sinistra (SEL - FdS)       | Giorgio Viarengo           | Giorgio Viarengo     | Giorgio Viarengo    | 3 518   | 23,38   | 419                      | 3,45   | –     |       |
| Seggio di coalizione          | Seggio di coalizione       | Seggio di coalizione | Giorgio Viarengo    | 3 518   | 23,38   | 1                        |        |       |       |
|                               | Giorgio Canepa             | Giorgio Canepa       | Giorgio Canepa      | 1 199   | 7,97    | Partecip@ttiva           | 1 044  | 8,60  | –     |
| Seggio di coalizione          | Seggio di coalizione       | Seggio di coalizione | Giorgio Canepa      | 1 199   | 7,97    | 1                        |        |       |       |
|                               | Giuseppe Corticelli        | Giuseppe Corticelli  | Giuseppe Corticelli | 742     | 4,93    | UdC - IdV - Liguria Viva | 691    | 5,69  | –     |
|                               | Giorgio Beaud              | Giorgio Beaud        | Giorgio Beaud       | 239     | 1,59    | La Nostra Chiavari       | 220    | 1,81  | –     |
|                               | Vito Elia                  | Vito Elia            | Vito Elia           | 175     | 1,16    | La Città che Verrà       | 152    | 1,25  | –     |
| Totale                        | Totale                     | 11 805               | 100                 | 15 048  | 100     |                          | 12 143 | 100   | 16    |
|                               |                            |                      |                     |         |         |                          |        |       |       |
| Fonte: Ministero dell'interno |                            |                      |                     |         |         |                          |        |       |       |

### Rapallo
| Candidati                     | Candidati                | II turno             | II turno             | I turno | I turno | Liste                            | Voti   | %     | Seggi |
| Candidati                     | Candidati                | Voti                 | %                    | Voti    | %       | Liste                            | Voti   | %     | Seggi |
| ----------------------------- | ------------------------ | -------------------- | -------------------- | ------- | ------- | -------------------------------- | ------ | ----- | ----- |
|                               | Giorgio Costa ✔️ Sindaco | 7 100                | 53,30                | 4 961   | 32,34   | Giorgio Costa Sindaco            | 1 356  | 10,05 | 3     |
| Noi con Capurro               | Giorgio Costa ✔️ Sindaco | 7 100                | 53,30                | 4 961   | 32,34   | 1 032                            | 7,65   | 3     |       |
| Unione di Centro              | Giorgio Costa ✔️ Sindaco | 7 100                | 53,30                | 4 961   | 32,34   | 981                              | 7,27   | 2     |       |
| Italia dei Valori             | Giorgio Costa ✔️ Sindaco | 7 100                | 53,30                | 4 961   | 32,34   | 496                              | 3,67   | 1     |       |
| Liguria Viva                  | Giorgio Costa ✔️ Sindaco | 7 100                | 53,30                | 4 961   | 32,34   | 420                              | 3,11   | 1     |       |
|                               | Mentore Campodonico      | 6 220                | 46,70                | 5 801   | 37,82   | Il Popolo della Libertà          | 3 082  | 22,83 | 2     |
| Popolari per Rapallo          | Mentore Campodonico      | 6 220                | 46,70                | 5 801   | 37,82   | 1 208                            | 8,95   | 1     |       |
| Futuro e Tradizione           | Mentore Campodonico      | 6 220                | 46,70                | 5 801   | 37,82   | 477                              | 3,53   | –     |       |
| Lista Puggioni                | Mentore Campodonico      | 6 220                | 46,70                | 5 801   | 37,82   | 318                              | 2,36   | –     |       |
| Energia Nuova                 | Mentore Campodonico      | 6 220                | 46,70                | 5 801   | 37,82   | 301                              | 2,23   | –     |       |
| Seggio di coalizione          | Seggio di coalizione     | Seggio di coalizione | 46,70                | 5 801   | 37,82   | 1                                |        |       |       |
|                               | Pier Giorgio Brigati     | Pier Giorgio Brigati | Pier Giorgio Brigati | 2 165   | 14,12   | Liguria Moderata                 | 592    | 4,39  | –     |
| Un'Altra Rapallo              | Pier Giorgio Brigati     | Pier Giorgio Brigati | Pier Giorgio Brigati | 2 165   | 14,12   | 505                              | 3,74   | –     |       |
| Città Futura                  | Pier Giorgio Brigati     | Pier Giorgio Brigati | Pier Giorgio Brigati | 2 165   | 14,12   | 418                              | 3,10   | –     |       |
| Rapallo Come Vuoi             | Pier Giorgio Brigati     | Pier Giorgio Brigati | Pier Giorgio Brigati | 2 165   | 14,12   | 325                              | 2,41   | –     |       |
| Seggio di coalizione          | Seggio di coalizione     | Seggio di coalizione | Pier Giorgio Brigati | 2 165   | 14,12   | 1                                |        |       |       |
|                               | Antonella Cerchi         | Antonella Cerchi     | Antonella Cerchi     | 1 472   | 9,60    | Partito Democratico              | 548    | 4,06  | –     |
| Federazione della Sinistra    | Antonella Cerchi         | Antonella Cerchi     | Antonella Cerchi     | 1 472   | 9,60    | 235                              | 1,74   | –     |       |
| La Rapallo che Cerchi         | Antonella Cerchi         | Antonella Cerchi     | Antonella Cerchi     | 1 472   | 9,60    | 227                              | 1,68   | –     |       |
| Sinistra Ecologia Libertà     | Antonella Cerchi         | Antonella Cerchi     | Antonella Cerchi     | 1 472   | 9,60    | 219                              | 1,62   | –     |       |
| Seggio di coalizione          | Seggio di coalizione     | Seggio di coalizione | Antonella Cerchi     | 1 472   | 9,60    | 1                                |        |       |       |
|                               | Nadia Molinaris          | Nadia Molinaris      | Nadia Molinaris      | 372     | 2,43    | La Pulce                         | 325    | 2,41  | –     |
|                               | Andrea Carannante        | Andrea Carannante    | Andrea Carannante    | 286     | 1,86    | Partito Comunista dei Lavoratori | 218    | 1,62  | –     |
|                               | Mauro Barra              | Mauro Barra          | Mauro Barra          | 281     | 1,83    | Progetto Rapallo                 | 214    | 1,59  | –     |
| Totale                        | Totale                   | 13 320               | 100                  | 15 338  | 100     |                                  | 13 497 | 100   | 16    |
|                               |                          |                      |                      |         |         |                                  |        |       |       |
| Fonte: Ministero dell'interno |                          |                      |                      |         |         |                                  |        |       |       |

## Provincia della Spezia

### La Spezia
|                                 | Massimo Federici ✔️ Sindaco | 21 448               | 52,55 | Partito Democratico     | 10 136 | 27,20 | 12 |  |  |
| Il Mio Cuore è Spezia           | Massimo Federici ✔️ Sindaco | 21 448               | 52,55 | 3 068                   | 8,23   | 3     |    |  |  |
| Sinistra Ecologia Libertà - PSI | Massimo Federici ✔️ Sindaco | 21 448               | 52,55 | 2 513                   | 6,74   | 2     |    |  |  |
| Federazione della Sinistra      | Massimo Federici ✔️ Sindaco | 21 448               | 52,55 | 1 802                   | 4,84   | 2     |    |  |  |
| Italia dei Valori               | Massimo Federici ✔️ Sindaco | 21 448               | 52,55 | 1 246                   | 3,34   | 1     |    |  |  |
| Unione di Centro                | Massimo Federici ✔️ Sindaco | 21 448               | 52,55 | 796                     | 2,14   | –     |    |  |  |
| Lista Schiffini                 | Massimo Federici ✔️ Sindaco | 21 448               | 52,55 | 487                     | 1,31   | –     |    |  |  |
|                                 | Fiammetta Chiarandini       | 6 434                | 15,76 | Il Popolo della Libertà | 4 561  | 12,24 | 4  |  |  |
| Lista Fiammetta Chiarandini     | Fiammetta Chiarandini       | 6 434                | 15,76 | 995                     | 2,67   | 1     |    |  |  |
| Città Futura                    | Fiammetta Chiarandini       | 6 434                | 15,76 | 341                     | 0,92   | –     |    |  |  |
| Seggio di coalizione            | Seggio di coalizione        | Seggio di coalizione | 15,76 | 1                       |        |       |    |  |  |
|                                 | Ivan Mirenda                | 4 368                | 10,70 | Movimento 5 Stelle      | 3 866  | 10,37 | 3  |  |  |
| Seggio di coalizione            | Seggio di coalizione        | Seggio di coalizione | 10,70 | 1                       |        |       |    |  |  |
|                                 | Giulio Guerri               | 1 911                | 4,68  | Per la Nostra Città     | 1 144  | 3,07  | –  |  |  |
| Aria Pulita e Salute            | Giulio Guerri               | 1 911                | 4,68  | 220                     | 0,59   | –     |    |  |  |
| Seggio di coalizione            | Seggio di coalizione        | Seggio di coalizione | 4,68  | 1                       |        |       |    |  |  |
|                                 | Gian Carlo Di Vizia         | 1 268                | 3,11  | Lega Nord               | 1 301  | 3,49  | –  |  |  |
| Seggio di coalizione            | Seggio di coalizione        | Seggio di coalizione | 3,11  | 1                       |        |       |    |  |  |
|                                 | Loriano Isolabella          | 958                  | 2,35  | Spezia Attiva           | 601    | 1,61  | –  |  |  |
| Democrazia Cristiana - MpA      | Loriano Isolabella          | 958                  | 2,35  | 325                     | 0,87   | –     |    |  |  |
| Lega Cittadina Pensionati       | Loriano Isolabella          | 958                  | 2,35  | 112                     | 0,30   | –     |    |  |  |
| Lista Donne                     | Loriano Isolabella          | 958                  | 2,35  | 65                      | 0,17   | –     |    |  |  |
|                                 | Sandro Sanvenero            | 843                  | 2,07  | Scienza e Coscienza     | 769    | 2,06  | –  |  |  |
|                                 | Roberto Quber               | 776                  | 1,90  | Spezia Torna a Volare   | 629    | 1,69  | –  |  |  |
|                                 | Fabio Cenerini              | 767                  | 1,88  | Via la Casta            | 635    | 1,70  | –  |  |  |
|                                 | Massimiliano Mammi          | 644                  | 1,58  | La Destra               | 563    | 1,51  | –  |  |  |
|                                 | Paolo Pazzaglia             | 601                  | 1,47  | Spezia al Centro        | 469    | 1,26  | –  |  |  |
|                                 | Gaetano Russo               | 337                  | 0,83  | Città Nuova             | 135    | 0,36  | –  |  |  |
|                                 | Marco Tarabugi              | 327                  | 0,80  | Fare Spezia             | 261    | 0,70  | –  |  |  |
|                                 | Mario Di Spigna             | 135                  | 0,33  | No Euro                 | 124    | 0,33  | –  |  |  |
| Totale                          | Totale                      | 40 817               | 100   |                         | 37 263 | 100   | 32 |  |  |
|                                 |                             |                      |       |                         |        |       |    |  |  |
| Fonte: Ministero dell'interno   |                             |                      |       |                         |        |       |    |  |  |